# 法國號
，或稱法國號（英語：French horn），是一種中音銅管樂器。圆号是音域最廣的管樂器之一。
法國號的吹管細而長，彎曲構成圓形的軀幹，尾部則擴大成漏斗狀的喇叭口。演奏法國號時，吹奏者經過號嘴，以雙唇振動空氣來發聲，並以左手操作轉閥式按鍵來改變音高；右手放進朝向右後方的喇叭口，用來調節細微的音高起伏。因此，法國號是少數以左手按鍵的銅管樂器，且由於聲音不同於其他銅管樂器的強直。法國號的聲音是較柔和的，是在木管演奏中唯一出現的銅管。。
在音樂史上，法國號的使用象徵著獵人、森林等意象，長久以來已是歐洲作曲家共有的手法:71。

## 名称与类型
圆号在欧洲大多数语言中并不叫法国号。“法国号”译自英语，这一名称起源於18世紀的英國。圆号的前身是没有阀键的自然圆号（自然號）。自然圆号早期應用於狩獵或軍隊中的通信工作，後來因法國音樂家首先把它運用在歌劇中，而廣為法國樂隊採用，因而得名法国号。
然而具有阀键的现代圆号与德国的渊源比法国更深。19世纪的圆号为F調或B♭調的单调性圆号（single horn），主要有三种类型：
- 德国圆号（英语：German horn）（德国号）：当时最流行的一种圆号（在英法除外）。[5][6]阀键为在德奥发明完善的回转阀键（rotary valve）[6]。
- 维也纳圆号（英语：Vienna horn）（维也纳号）：阀键为双活塞阀键（double-piston valve），也叫维也纳阀键（Vienna valve）。至今仍为维也纳爱乐乐团所用。[5]
- 法国圆号（法国号）：流行于英法。[5][6]阀键为由法国乐器商François Périnet完善的活塞阀键（piston valve）[6]，而且第三个阀键为升音阀键（ascending valve）[5]。

19世纪末，德国的Fritz Kruspe等人发明了F/B♭双调性圆号（double horn），阀键为回转阀键，亦被称为德国圆号（德国号）。兩種調性的圆号具有不同的聲音特質，B♭調圆号具有銅管的音質，較為明亮、有力，適合進行曲，而F調圆号則有木管的屬性，溫柔渾厚，相當適合於抒情的樂句。吹奏者藉著左手拇指的按鍵來在兩種調性之間轉換。虽然20世纪在英国又发展出具有B♭調、F調和高音F調的三调性圆号（triple horn）以及更多组合的双调性圆号，被称为德国圆号（德国号）的回转阀键式F/B♭双调性圆号仍是当今的主流。
无论是旧时的单调性圆号还是当代的双调性圆号，主流类型都属于德国号，而旧时被称为法国号的自然圆号和活塞阀键式单调性圆号如今却并不常见。可能是因为英国在过去一直与众不同地流行法国圆号，因此英语将此名保留下来应用于所有类型的圆号。然而国际圆号协会认定的正式英文名称为horn（圓號），而不是French horn（法国号）。

## 歷史
法國號的英文名Horn這個字是獸角的意思，而在巴洛克時代後期的樂譜中也還稱之為獵角，可見其乃是起源於打獵時用的樂器。最初的法國號是以羊角製成，horn（角）於打獵時擔任獵角的工作，然後演進成圓形可背於肩上，以手臂撐起吹奏，（在電影《總統的秘密情人》中即有這種樣子的法國號）可騎在馬上當作皇室出遊狩獵的獵角。

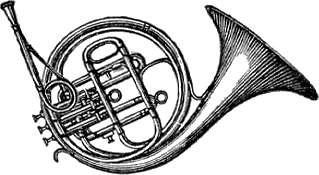
直塞式法國號

16世紀起，法國號慢慢從號角演進成室內樂的吹奏樂器:4，管長越來越長，纏繞的圈數也越來越多。也因為其的管子比一般銅管樂器長很多，故其泛音也是所有樂器中最多的，利用右手在喇叭口的控制，在不使用按鍵下可以吹完一個完整的八度，因為這需要靈活的右手，故現在法國號才以左手按鍵，也是銅管樂器中唯一用左手按閥鍵的樂器。
1818年，Heinrich Stölzel和Friedrich Blühmel將阀门應用在法國號上:13，法國號的吹奏也变得容易多了，更难而能发挥乐器的潜能的作品也开始出现了（有如Glière的法國號协奏曲）。
原始的法國號稱作自然圓號（natural horn），完全不需要改變管長，即可演奏，但需要非常高度的演奏技巧。由於自然號缺乏閥門而吹奏者必須使用右手来改变音调；自然地，吹奏者不是每一个音调都能使用的，而当时出现的作品也因此受到了限制（这时期出名的作品有莫扎特的四个法國號协奏曲）。
後來發展出活塞閥鍵式和回轉閥鍵式的法國號。現在大家使用的多是回轉閥鍵式法國號，也有不少樂團仍堅持使用活塞閥鍵式法國號。但是一直到20世紀初，還是有演奏家堅持以自然圓號演奏，現在也還有自然圓號存在。

## 構造
1. 號嘴（錐狀）
2. 吹口管
3. 指勾
4. 去水掣
5. 第4連桿（用以在F調與B♭調間切換）
6. 連桿（由左手操作）
7. 轉閥
8. （按鍵的）調音管
9. F管調音管（較長）
10. 主管調音管
11. B♭管調音管（較短）
12. 喇叭口管
13. 喇叭口（右手放入其中）

一支Double Horn的構造

法國號的吹法基本上与其它同类的铜管乐器（有如小号，长号等乐器）相似。吹奏者的嘴唇的颤动激动了乐器内的空气而造成声音的产生。法國號在铜管乐器家庭之内是第二高音，但也常吹奏低音。在交响乐段中法國號的使用音域宽广，既可以吹奏与大提琴同八度的低音部分，也可以吹奏与英国管的中高音同八度的部分，所以在交响乐段中常将法國號按照不同的音域分为若干组别，分别司职高音或低音部分。
当吹奏失误时，法國號由于在泛音列中快速变换而发出狼嚎相似的声音，因此也有人戲稱為狼號。在普羅高菲夫的音樂劇《彼得與狼》中，即是以三隻法國號來代表狼。除了在銅管五重奏外，在木管五重奏中法國號更是唯一的銅管樂器，因為它的音色不像其他銅管樂器一般的剛烈，而是陰沉、圓滑自居，與其他銅管有所不同，可如木管般柔弱。

## 奏法
圆号的吹法基本上與其它同類的銅管樂器（有如小号，长号等樂器）相似。吹奏者的嘴唇的顫動了樂器內的空氣而造成聲音的產生。圓號在銅管樂器家庭之內是第二高音，稍微比长号高了一點，比小號低一點。但法國號的吹奏属于铜管乐中较为困难的。一方面因为法國號音域宽广，高音和低音在奏法和音色上差异都很大，掌握好不同音区的演奏需要较多的训练。另一方面，法國號的管长较长而且呈高度弯曲状，对气流要求较高，起奏不易，所以技巧性乐段需要较多的训练得以完成。最后，法國號采用的记谱法较为复杂，又需要演奏者灵活运用F调与B♭调的转换，因此也较其他铜管产生更多的吹奏复杂性。還有是，法國號的號嘴比較小，比較難控制嘴唇的鬆緊以及控制嘴型。
在活塞式樂器被發明之前，演奏者以變音管（crook）來控制音高，此外也有將手置入號口的「手塞音」技巧。

### 记谱
法國號是移調樂器，因此记谱采用移調记谱的方法。
一般而言，法國號采用F调记谱，可用高音谱号或低音谱号记谱。当采用高音谱号时，实际发音比记谱音低纯五度。这种记谱法目前较为多见。
法國號也可采用低音谱号记谱，仍然记为F调。舊時作曲家大多是用舊式記譜法，其实际发音会比记谱音高纯四度。这种记谱法较为不合理，因为相当于强将法國號的音域移低八度后，再移高一个五度记谱。多见于法國號四重奏中第四法國號的低音部份。
現代大部分作曲家采用的是变通的低音谱号记谱的方法，仍然记为F调，但这时并不将法國號的记谱音记录得比实际发音更低，所以采取此种方法记谱时，实际发音比记谱音仍低纯五度，与高音谱号的记谱法相一致。但由于此种记谱法不符法國號演奏的传统历程，所以需要以注解的方式指明。

## 著名作品

### 獨奏作品
- 莫扎特的4首法國號协奏曲：D大調第1號（K. 412）、E♭大調第2號（K. 417）、E♭大調第3號（K. 447）、E♭大調第4號（K. 495）
- 韋伯：E小調協奏曲（作品45）、歌劇《魔彈射手》
- 理查德·施特劳斯協奏曲

### 管弦樂片段
作為最古老的管樂器之一，法國號在現代職業樂團中已是不可或缺的角色，其樂器性能也不斷在作曲家、演奏家的開發下得到提升。因應豐富的法國號應用例子，使得現時職業樂團團員的選考標準亦十分多元。這方面的參考用書籍／樂譜包括：國際音樂出版公司的《管弦樂片段》，彼得斯出版社的《樂團甄試選段》等（詳參考文獻節）。

## 製造商
- Gebr. Alexander
- Paxman
- Hans Hoyer
- Dieter Otto e.K
- Conn-Selmer
- Holten
- Ed. Kruspe
- Klaus Fehr
- Stomvi
- Engelbert Schmid
- Dürk Horns

## 著名演奏家
- Barry Tuckwell
- Dennis Brain
- Hermann Baumann
- Katy Woolley
- Philip Myers
- Radovan Vlatkovic
- Radek Baborák
- Sarah Willis
- Stefan Doh